# Луїс Маркес Мармолехо
Луїс Маркес Мармолехо (ісп. Luis Márquez Marmolejo, — баскський футболіст, зачинатель клубу «Атлетик» з Більбао. Перший президент першого футбольного клубу басків.
Один з перших футболістів новоствореної баскської команди. Був в числі 33 сосіос (співзасновників) футбольного клубу. В 1901 році, на перших історичних зборах в кафе « García de la Gran Vía» був обраний президентом клубу. Перший президент клубу правив з 1901 по 1902 роки, передавши бразди правління іншому одноклубнику Хуану Асторкії (Juan Astorquia Landabaso).